# Ендотоксини
Ендотоксини — токсичні речовини хвороботворних бактерій, які утворюються внаслідок загибелі та руйнуванні клітин мікроорганізмів в організмі хазяїна.

## Історія вивчення
Токсичні властивості ліпополісахариду вперше виявив німецький лікар і мікробіолог Річард Фрідріх Йоганнес Пфайффер, у 1892 році до медичної термінології він ввів назву «ендотоксин» як означення термостабільного компонента лізату грам-негативних бактерій. Але надалі стало ясним, що не тільки грам-негативні бактерії мають ендотоксини, ще для ряду збудників притаманна ендотоксичність.

## Біологічні властивості
На відміну від екзотоксинів, дію ендотоксинів на організм не відрізняє специфічність. Ендотоксини, отримані з різних видів мікроорганізмів при введенні в організм спричинюють більш-менш схожі клінічні прояви. Потрапивши до організму, ці токсини починають діяти відразу. У тварин після введення летальних доз ендотоксинів розвиваються слабкість, задишка, діарея, зниження температури тощо). Загибель тварин спостерігають через кілька годин. Сироватка крові тварин, яким вводили ендотоксини, не має високої антиендотоксичної активності та не повністю нейтралізує отруйні компоненти ендотоксинів.

## Хімічна структура
За хімічною природою ендотоксини є складними глюцидо-ліпідо-поліпептидними комплексами (ліпополісахариди). На відміну від екзотоксинів вони термостабільні. Найбільш вивчені ендотоксини грамнегативних бактерій — збудників черевного тифу, шигельозу тощо.

## Методи лабораторного отримання ендотоксинів
У лабораторії ендотоксини отримують руйнуванням клітин бактерій різноманітними способами. Серед них розтирання висушених клітин у розчинах кухонної солі, заморожування та відтавання суспензії бактерій, руйнування ультразвуком, обробка трихлороцтовою кислотою тощо.